# Victor Iliescu
Victor Iliescu (n. 15 august 1884, Singureni, Giurgiu, România – d. 1959) a fost un general român, care a luptat în cel de-al Doilea Război Mondial.
A fost înaintat la gradul de general de divizie cu începere de la data de 8 iunie 1940.
26 februarie 1942 - Generalul Victor Iliescu a fost Subsecretar de Stat al Educației Extrașcolare. A fost ulterior trecut în rezervă.
A fost înaintat la gradul de general de corp de armată în rezervă printr-un decret regal din 21 noiembrie 1944, cu începere de la data de 15 noiembrie 1944. Victor Iliescu a fost arestat în 1946, condamnat la 10 ani de închisoare în 1948 și eliberat în 1956.

## Decorații
- Ordinul „Coroana României” în gradul de Mare Ofițer (7 noiembrie 1941)[4]

## Legături externe
- en  Generals.dk